# Braam Immelman
Jacobus Abraham Immelman, detto Braam (Victoria West, 26 ottobre 1981), è un rugbista a 15 sudafricano, che milita come terza linea centro negli Eagles, formazione di Currie Cup.

## Biografia
Cresciuto nel Western Province di Città del Capo in Currie Cup, nel 2004 fu acquistato dal Natal Sharks, per la cui franchigia nel Super 12, gli Sharks, esordì nella stagione successiva
.
Nel 2006 si trasferì in Europa firmando un contratto per i francesi del Montauban; l'esperienza, causa infortunio, dura solo una stagione, caratterizzata da solo sei incontri di campionato.
Nel settembre 2007 giunse l'ingaggio in Italia da parte del Rovigo, dietro suggerimento dell'ex giocatore rossoblu AJ Venter all'allora tecnico della squadra Massimo Brunello; divenuto presto punto fermo della squadra, è tra coloro che hanno accettato di rimanere a Rovigo anche dopo i programmi di ridimensionamento economico della società avviati nel 2009.
L'ingaggio durò fino alla stagione 2009-10, dopodiché Immelman, tornato in Sudafrica, firmò un contratto con gli Eagles, squadra della quale è nella stagione 2011-12 il capitano.